# جمال أمريكي (فلم 1927)
جمال أمريكي (بالإنجليزية: American Beauty) هو فيلم أبيض وأسود درامي رومانسي أمريكي صامت إنتاج عام 1927 من إنتاج وتوزيع فيرست ناشيونال أخرج هذا الفيلم ريتشارد والاس وهو مقتبس من قصة قصيرة جمال أمريكي من والاس إروين. يعتبر الفيلم ضائع. قام ببطولته بيلي دوف، والتر ماكغريل ومارغريت ليفينغستون. يحكي قصة ميليسنت هوارد امرأة جميلة اختارت أن تتخلى عن فرصة ثروتها للزواج من رجل فقير تحبه.

## أحداث الفيلم
تدور أحداث الفيلم حول الشخصية الرئيسية ميليسنت هوارد، التي يجلب لها مظهرها وشخصيتها حياة الرفاهية. يطلب منها مليونير يدعى كلافيرهاوس الزواج منها، لكنها تقدر الحب أكثر من الثروة، وتضحي بكل شيء من أجل رجل آخر أقل ثراءً،

## فريق التمثيل
- بيلي دوف في دور ميليسنت هوارد
- لويد هيوز في دور جيري بوث
- والتر ماكغريل في دور كلافيرهاوس
- مارغريت ليفينغستون في دور السيدة جيليسبي
- لوسيان بريفال في دور جيليسبي
- آل سانت جون في دور نادل
- إديث شابمان في دور مدام أورايلي
- أليس وايت في دور كلير أورايلي
- يولا دافريل في دور فتاة الهاتف

## روابط خارجية
- American Beauty  في قاعدة بيانات الأفلام على الإنترنت (بالإنجليزية)
- American Beauty على موقع أول موفي.
- lobby poster